# Chodos
Chodos település Spanyolországban, Castellón tartományban. Chodos Atzeneta del Maestrat, Castillo de Villamalefa, Lucena del Cid, Villahermosa del Río és Vistabella del Maestrazgo községekkel határos. Lakosainak száma 116 fő (2024).

## Népesség
A település népessége az elmúlt években az alábbi módon változott:
| Lakosok száma | 151  | 131  | 128  | 126  | 125  | 126  | 117  | 112  | 109  | 116  |
|               | 2001 | 2004 | 2006 | 2009 | 2011 | 2014 | 2016 | 2019 | 2021 | 2024 |